# Loïc Varraut
 (septembre 2010).
Si vous disposez d'ouvrages ou d'articles de référence ou si vous connaissez des sites web de qualité traitant du thème abordé ici, merci de compléter l'article en donnant les références utiles à sa vérifiabilité et en les liant à la section « Notes et références ».
Loïc Varraut est un comédien français, né en 1977 et originaire de Lyon.

## Biographie
Acteur d'abord, la trajectoire de Loïc Varraut est très vite marquée par ses rencontres avec des artistes de théâtre atypiques, souvent inclassables.
Adolescent, c'est aux côtés de Catherine Marnas qu'il commence à se former au métier de comédien. Il joue ensuite en théâtre universitaire sous la direction de Jean Lambert-wild. Après ses études de Lettres Modernes, il intègre l'École Régionale d'Acteurs de Cannes, dans les classes de Redjep Mitrovitsa et Nada Strancar, en jouant notamment dans les créations de Bernard Sobel et Georges Lavaudant.
Il fonde ensuite le Groupe 4, avec lequel il joue La Conquête du Pôle Sud, Timon d'Athènes, Le Jour du Froment et Faust 1911, sous la direction de Jean-Christophe Hembert.
Il rencontre Alexandre Astier en 2002, à qui il commande un One-Man-Show : ce sera Excusez le désordre, spectacle déjà marqué par le style Astier, alternant humour et émotion.
Entre 2002 et 2008, il joue dans Othello, Mojo, The Night Heron et American Buffalo, sous la direction d'Emmanuel Meirieu.
Il retrouve Alexandre Astier en 2004 pour interpréter le rôle du bandit Venec, dans la série télévisée Kaamelott puis dans le film Kaamelott : Premier Volet en 2019.
Il est interviewé par Christophe Chabert dans l'acte IV « Géopolitique du royaume » du film documentaire Aux Sources de Kaamelott réalisé entre 2006 et 2010 pour accompagner l'intégrale « Les Six Livres » des DVD de la série télévisée.
Il rejoint Emmanuel Meirieu en 2010. Ensemble, ils forment un tandem d'artistes et se partagent les activités de production. En 2013, ils coadaptent pour la scène deux romans de Sorj Chalandon : ce sera Mon traître, créé au Théâtre Vidy-Lausanne et aux Bouffes du Nord. Entre 2013 et 2018, ils adaptent ensemble pour la scène les romans Birdy de William Wharton et Des hommes en devenir de Bruce Machart, dans lesquels il joue successivement les rôles de Birdy et de Mané le muet, aux côtés notamment de Xavier Gallais et Jérôme Kircher. Cette période est marquée par l'attachement d'Emmanuel Meirieu à un théâtre d'acteur et d'émotion.
En 2019, il retrouve Jean-Christophe Hembert, avec lequel il adapte pour le théâtre le roman de Théophile Gautier Le Capitaine Fracasse. Ce sera Fracasse, créé en 2020, dans lequel il interprète le rôle de Léandre, aux côtés notamment de David Ayala et Bruno Bayeux.

## Filmographie

### Cinéma
- 1994 : Le Bateau de mariage : un agresseur de Charles
- 1996 : L'Échappée belle : Mathieu
- 2005 : Camping à la ferme : le journaliste de France 3 Régions
- 2013 : Belle et Sébastien : le père d'Esther
- 2021 : Kaamelott : Premier Volet d'Alexandre Astier : Vénec

### Télévision
- 2003-2009 : Kaamelott d'Alexandre Astier : Vénec
- 2006 : Louis la Brocante, épisode Louis et les répondants
- 2010 : Enquêtes réservées, épisode Contre-plongée (saison 3, épisode 7) : gendarme 1
- 2016 : Cherif
- 2019 : On va s'aimer un peu, beaucoup
- 2019 : Mongeville, épisode Écran de fumée : Georges Roquefeuil